# Вайсал
 Тази статия е за селото в Украйна.  За селото в Одринско, Турция вижте Вайсал (вилает Одрин).  
Вайсал или Василивка (на украински: Василівка) е село в Южна Украйна, Болградски район на Одеска област. Землището му заема площ от 4,09 км2.

## География
Селото се намира в историческата област Буджак (Южна Бесарабия). Разположено е югоизточно от Болград, северозападно от Шикирли Китай и югозападно от Бановка.

## История
Основано е през 1830 година от български бежанци от село Вайсал (Одринско) и Стара планина. В 1834 година във Вайсал е построена църквата „Свети Илия“. На следващата година са регистрирани 144 семейства със 775 жители (416 мъже и 339 жени).
След поражението на Русия в Кримската война селото става част от Молдова и остава в границите на Румъния до 1879 година. През 1861-1862 година жители на селото се включват в преселническото движение на бесарабските българи от Румъния в Русия и основават селата Дяновка и Райновка в Таврия.
През 1878 година Вайсал отново е в състава на Руската империя. В началото на ХХ век селото има 390 къщи (двора), 2365 жители, притежаващи 7638 десетини земя. През 1918-1940 и 1941-1944 година Вайсал е в границите на Румъния. Според данните от преброяването от 1930 година жителите му са 3.923 души.
От края на юни 1940 до юни 1941 година селото е в състава на Съветския съюз. От 1944 до 1991 година Вайсал, преименувано на Василевка, отново е част от СССР, а от 1991 година, като Василивка – от независима Украйна.

## Население
Населението му възлиза на 3902 души (2009), предимно българи. Гъстотата е 993,89 души/км2.
Демографско развитие:
- 1930 – 3961 души
- 1940 – 4596 души
- 2001 – 4065 души
- 2009 – 3902 души

### Езици
Численост и дял на населението по роден език, според преброяването на населението през 2001 г.:
| Роден език | Численост | Дял (в %) |
| Общо       | 4065      | 100.00    |
| Български  | 3880      | 95.44     |
| Руски      | 75        | 1.84      |
| Украински  | 71        | 1.74      |
| Молдовски  | 19        | 0.46      |
| Гагаузки   | 12        | 0.29      |
| Беларуски  | 1         | 0.02      |
| Други      | 7         | 0.17      |

## Личности
- Елена Алистар (1873-1955) – румънски лекар и политик
- Валери Иванов – български журналист